# 瑪麗莎·托梅
瑪麗莎·托梅（英語：Marisa Tomei，1964年12月4日—），生于美国纽约布鲁克林区，美國女演員、舞臺劇、電影，奧斯卡最佳女配角獎得主。

## 生平

### 早期生涯
瑪麗莎是義大利裔美國人，並在紐約的布魯克林區出生。是英文教師派翠西亞（Patricia "Addie"）與律師格雷（Gary A. Tomei）之女。她有一個弟弟亞當（Adam），他們的成長過程中，幾手一半都是由祖父母莉塔（Rita）與羅密歐·托梅（Romeo Tomei）拉拔長大。瑪麗莎從小在麥伍德區（Midwood）長大。瑪麗莎迷上了百老匯的演出，於是，同樣愛好戲劇的雙親便讓瑪麗莎嘗試演戲。她從愛德文高中（Edward R. Murrow High School）畢業後進入波士頓大學，一年後，她在1983年轉學到紐約大學，並演出肥皂劇《異世界》（A Different World）。之後她休學，並全心進入演員之路。.

### 職業生涯

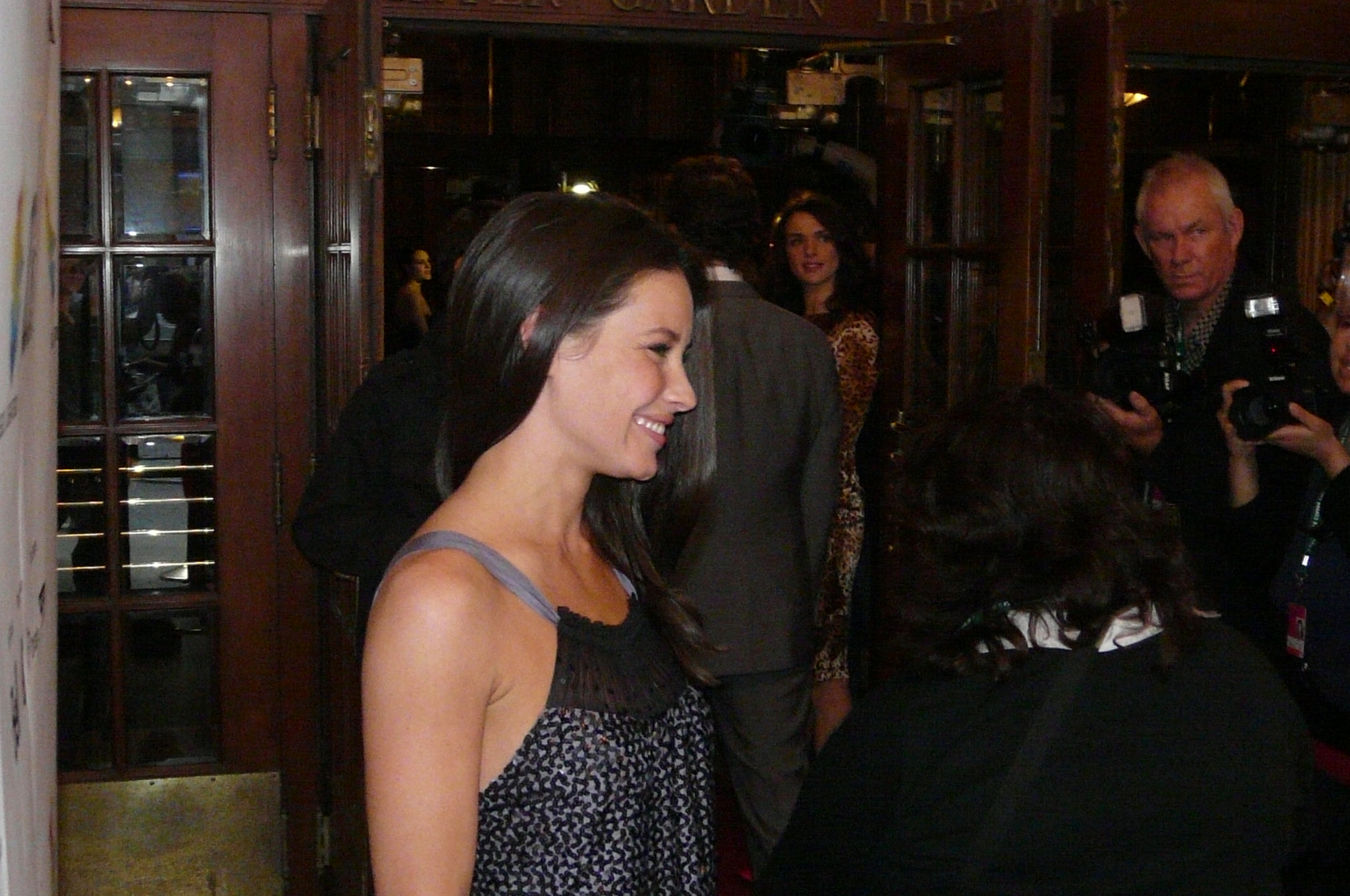
瑪麗莎·托梅参加2008年东京国际电影节

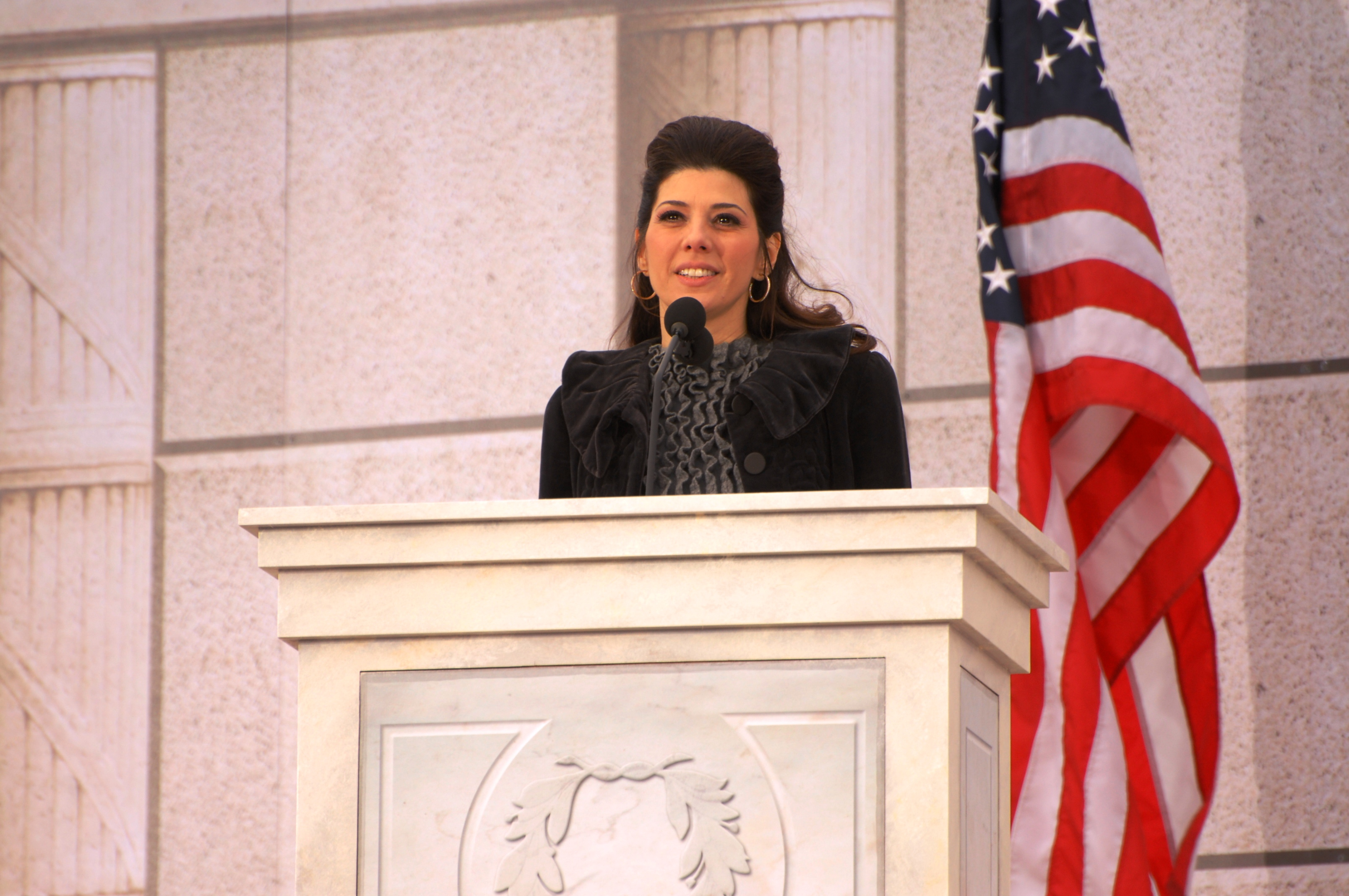
瑪麗莎·托梅在奥巴马就职典礼

瑪麗莎在1987年接演《搖控器》（As the World Turns）, 並演出情境喜劇《異世界》。她在1992年的電影《智勇急轉彎》（My Cousin Vinny）裡展現演技，並為自己贏得了奧斯卡最佳女配角獎。之後又因為《代溝》（Unhook the Stars）一劇，得到美國演員協會的最佳配角提名。接著在《比佛利山辣妹》（Slums of Beverly Hills）之後被提名為最佳喜劇配角。而《男人百分百》（What Women Want）一劇，則讓她獲得卫星奖提名。在2001年，她又由《意外邊緣》（In The Bedroom）一劇，獲得奧斯卡與金球獎的最佳女配角提名。
此外，瑪麗莎也在百老匯演出許多舞台劇，包括1998年的《盲女驚魂記》（Wait Until Dark）、2003年的《莎樂美》（Salomé），以及不計期數的外百老匯（Off-Broadway]]）戲劇演出。
1996年，瑪麗莎客串了情境喜劇《歡樂單身派對》（Seinfeld），在〈凱迪拉克〉（The Cadillac）那一集中飾演她自己，劇中角色喬治（George）想要借友人伊蓮（Elaine）的手與瑪麗莎約會。此外，她也客串了《辛普森家庭》，飾演一個愛上劇中人物內德·弗蘭德的電影明星。2005年，她在代言品牌Hanes的廣告裡，其中的台詞成功的得到許多名流人士的支持，如、珍妮佛·樂芙·休伊（Jennifer Love Hewitt）、戴蒙·韋恩斯（Damon Wayans）、馬修·派瑞（Matthew Perry）。
2006年，瑪麗莎再接演電視影集《救命》（Rescue Me），飾演強尼（Johnny）的前妻安琪（Angie）。2007年，她回到大銀幕，演出由薛尼·盧梅（Sidney Lumet）執導的《魔鬼知道你死前》（Before the Devil Knows You're Dead），與菲力普·塞摩·霍夫曼及伊森·霍克攜手演出。
2008年，瑪麗莎於戴倫·艾洛諾夫斯基（Darren Aronofsky）執導的電影《力挽狂瀾》中扮演一位在生活中掙扎，獨力撫養九歲男孩的脫衣舞孃Cassidy（Pam），她在劇中出色的表現，美國時代周刊在評論此片為「她從影以來最佳演出」形容，本片也讓她獲得諸多影展最佳女配角及入圍，如首次入圍英國學術電視獎（[BAFTA）最佳女配角、第二次入圍金球獎最佳女配角、以及第三次入圍奧斯卡最佳女配角。

### 私生活
在1990年代初期，瑪麗莎與小勞勃·道尼約過會，她們曾共同演出過《卓別林與他的情人》（Chaplin）及《我心屬於你》（Only You）。1999年，她與演員戴納·艾希布魯克（Dana Ashbrook）約會，並與法蘭基·波格利斯（Frankie Pugliese）有私交。她比較不喜歡自己的私生活登上媒體版面。此外，即使她中途休學，她仍得到波士頓大學的名譽學位。。

## 作品

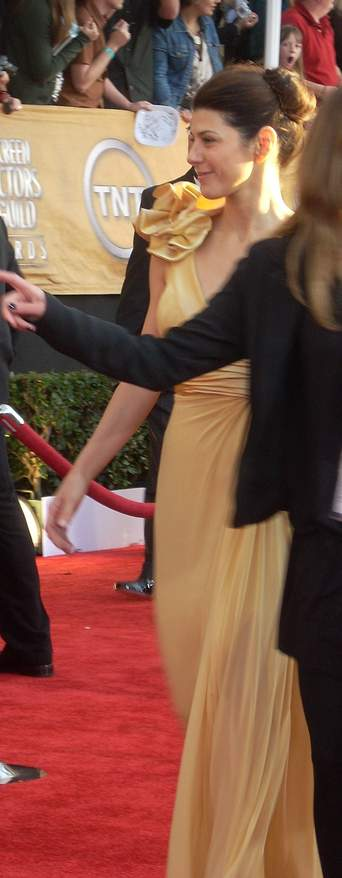
2009年瑪麗莎·托梅参加第15屆美國演員工會獎美国演员工会奖

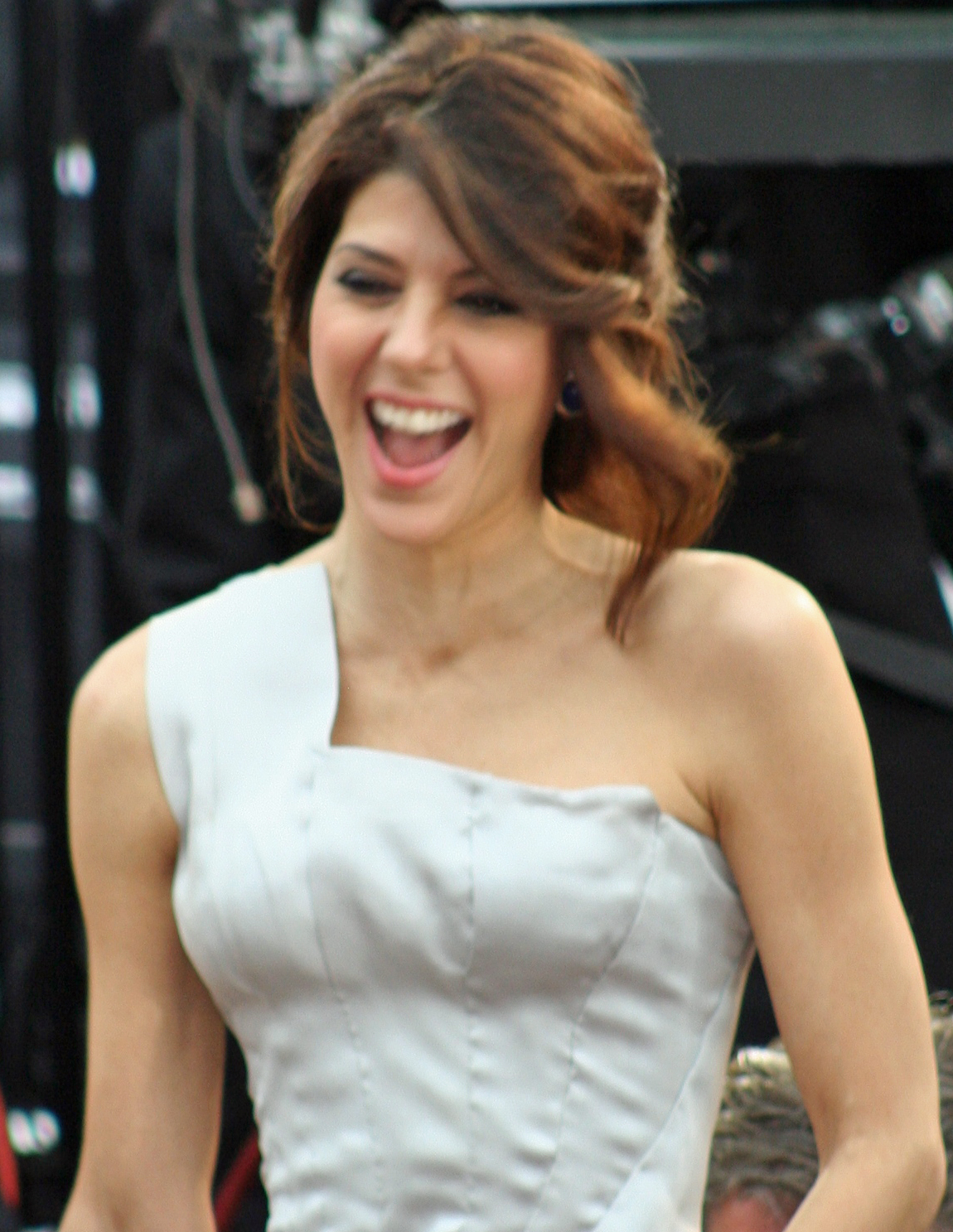
2009年瑪麗莎·托梅参加第81届奥斯卡金像奖

| 年份   | 影片                     | 影片                                                 | 角色                             | 備註                                                                            |
| 年份   | 中文譯名                 | 原名                                                 | 角色                             | 備註                                                                            |
| ------ | ------------------------ | ---------------------------------------------------- | -------------------------------- | ------------------------------------------------------------------------------- |
| 1984年 | 《衝擊》                 | The Flamingo Kid                                     | 曼蒂（Mandy）                    |                                                                                 |
| 1985年 | 《核戰怪物》             | The Toxic Avenger                                    | 醫療小組中的女孩                 | 未掛名                                                                          |
| 1986年 | 《留得青山在》           | Playing for Keeps                                    | 崔西（Tracy）                    |                                                                                 |
| 1991年 | 《龍哥你好嘢》           | Oscar                                                | 莉莎·波芙隆妮（Lisa Provolone）  |                                                                                 |
| 1991年 | 《禁忌情緣》             | Zandalee                                             | 蕾咪（Remy）                     |                                                                                 |
| 1992年 | 《》                     | My Cousin Vinny                                      | 蒙娜麗莎·維多（Mona Lisa Vito）  | 獲奧斯卡最佳女配角獎                                                            |
| 1992年 | 《卓別林與他的情人》     | Chaplin                                              | 瑪波（Mabel Normand）            |                                                                                 |
| 1993年 | 《心蕩神馳》             | Untamed Heart                                        | 卡洛琳（Caroline）               |                                                                                 |
| 1993年 | 《公然挑戰》             | Equinox                                              | 蘿西（Rosie Rivers）             |                                                                                 |
| 1994年 | 《》                     | The Paper）                                          | 瑪莎·哈克特（Martha Hackett）    |                                                                                 |
| 1994年 | 《我心屬於你》           | Only You                                             | 菲絲（Faith Corvatch）           |                                                                                 |
| 1995年 | 《舊愛新歡一家親》       | The Perez Family                                     | 朵麗塔（Dorita Evita Perez）     |                                                                                 |
| 1995年 | 《瘋狂終結者》           | Four Rooms）                                         | 瑪格麗特（Margaret）             |                                                                                 |
| 1996年 | 《代溝》                 | Unhook the Stars                                     | 莫妮卡·沃倫（Monica Warren）     | 提名 美國演員工會獎最佳女配角                                                   |
| 1997年 | 《兄弟之吻》             | A Brother's Kiss                                     | 蜜西（Missy）                    |                                                                                 |
| 1997年 | 《》                     | Welcome to Sarajevo                                  | 妮娜（Nina）                     |                                                                                 |
| 1998年 | 《比佛利山辣妹》         | Slums of Beverly Hills                               | 莉塔（Rita Abromowitz）          |                                                                                 |
| 2000年 | 《幸福事件》             | Happy Accidents                                      | 茹比（Ruby Weaver）              |                                                                                 |
| 2000年 | 《兇手正在看着你》       | The Watcher                                          | 波莉（Dr. Polly Beilman）        |                                                                                 |
| 2000年 | 《男人百分百》           | What Women Want                                      | 蘿拉（Lola）                     |                                                                                 |
| 2000年 | 《叢林之王》             | King of the Jungle）                                 | 卡絲提蘿（Det. Costello）        |                                                                                 |
| 2000年 |                          | Dirk and Betty                                       | 芭莉絲（Paris）                  |                                                                                 |
| 2001年 | 《意外邊緣》             | In The Bedroom                                       | 娜塔莉（Natalie Strout）         | 提名 奧斯卡最佳女配角獎 提名 金球獎最佳電影女配角                               |
| 2001年 | 《心花怒放》             | Someone Like You                                     | 麗茲（Liz）                      |                                                                                 |
| 2002年 | 《蠻荒歷險記》           | The Wild Thornberrys Movie                           | 貝兒（Bree Blackburn）           | 配音                                                                            |
| 2002年 | 《緣起一吻》             | Just a Kiss                                          | 帕拉（Paula）                    |                                                                                 |
| 2002年 | 《性福大師》             | The Guru                                             | 麗西（Lexi）                     |                                                                                 |
| 2003年 | 《抓狂管訓班》           | Anger Management                                     | 琳達（Linda）                    |                                                                                 |
| 2004年 | 《阿飛外傳》             | Alfie                                                | 茱麗（Julie）                    |                                                                                 |
| 2005年 | 《摯愛關係》             | Loverboy                                             | 西碧（Sybil）                    |                                                                                 |
| 2005年 | 《舞動心方向》           | Marilyn Hotchkiss' Ballroom Dancing and Charm School | 莫瑞迪絲（Meredith Morrison）    |                                                                                 |
| 2005年 | 《打雜詩人》             | Factotum                                             | 蘿拉（Laura）                    |                                                                                 |
| 2006年 | 《死亡感應》             | Danika                                               | 黛妮卡（Danika）                 |                                                                                 |
| 2007年 | 《等媽媽回家的孩子》     | Grace Is Gone                                        | 泳池旁的女人                     |                                                                                 |
| 2007年 | 《荒野大飆客》           | Wild Hogs                                            | 瑪姬（Maggie）                   |                                                                                 |
| 2007年 | 《魔鬼知道你死前》       | Before the Devil Knows You're Dead                   | 吉娜（Gina Hanson）              |                                                                                 |
| 2008年 | 《戰爭製造公司》         | War, Inc.                                            | 娜塔莉（Natalie Hegalhuzen）     |                                                                                 |
| 2008年 | 《》                     | The Wrestler                                         | 凱西蒂（Cassidy）                | 提名 奧斯卡最佳女配角獎 提名 金球獎最佳電影女配角 提名 英國電影學院獎最佳女配角 |
| 2010年 | 《重量級拖油瓶》         | Cyrus: Mind of a Serial Killer                       | 莫莉（Molly）                    |                                                                                 |
| 2010年 | 《》                     | Grown Ups                                            | 觀眾                             | 客串                                                                            |
| 2011年 | 《依法犯法》             | The Lincoln Lawyer                                   | 瑪格利特（Margaret McPherson）   |                                                                                 |
| 2011年 | 《》                     | Salvation Boulevard                                  | 漢娜（Honey Foster）             | 後製                                                                            |
| 2011年 | 《熟男型不型》           | Crazy, Stupid, Love                                  | 凱特（Kate）                     | 後製                                                                            |
| 2011年 | 《》                     | The Ides of March                                    | 依妲（Ida Horowicz）             |                                                                                 |
| 2012年 | 《長輩有交代》           | Parental Guidance                                    | Alice                            |                                                                                 |
| 2014年 | 《愛，不散》             | Love Is Strange                                      | 凱特（Kate）                     |                                                                                 |
| 2015年 | 《》                     | The Big Short                                        | 辛西婭·鮑姆（Cynthia Baum）      |                                                                                 |
| 2016年 | 《》                     | Captain America: Civil War                           | 梅·帕克 （May Parker）           |                                                                                 |
| 2017年 | 《蜘蛛人：返校日》       | Spider-Man:Homecoming                                | 梅·帕克 （May Parker）           |                                                                                 |
| 2018年 |                          | Behold My Heart                                      | 瑪格麗特·朗恩（Margaret Lang）   |                                                                                 |
| 2018年 | 《殺戮元年》             | The First Purge                                      | 梅·阿普戴爾博士（Dr May Updale） |                                                                                 |
| 2019年 | 《復仇者聯盟：終局之戰》 | Avengers Endgame                                     | 梅·帕克 （May Parker）           |                                                                                 |
| 2019年 | 《蜘蛛人：離家日》       | Spider-Man: Far From Home                            | 梅·帕克 （May Parker）           |                                                                                 |
| 2020年 | 《史泰登島國王》         | The King of Staten Island                            | Margie Carlin                    |                                                                                 |
| 2021年 | 《蜘蛛人：無家日》       | Spider-Man: No Way Home                              | 梅·帕克 （May Parker）           |                                                                                 |

## 外部連結
- 瑪麗莎·托梅在互联网电影资料库（IMDb）上的資料（英文）
- Marisa Tomei的Instagram帳戶
- 瑪麗莎·托梅在TV.com
- 互聯網百老匯資料庫（IBDB）上瑪麗莎·托梅的資料（英文）

| 奖项与成就                                                           | 奖项与成就                 | 奖项与成就                                         |
| -------------------------------------------------------------------- | -------------------------- | -------------------------------------------------- |
| 前任： 瑪西蒂·芮爾（Mercedes Ruehl） 《奇幻城市》（The Fisher King） | 奧斯卡最佳女配角 1992 《》 | 繼任： 安娜·派昆 《鋼琴師和她的情人》（The Piano） |